# Alex Azar
Alex Azar (17. června 1967 Johnstown, Pensylvánie) je americký politik a právník. Mezi lety 2018–2021 zastával funkci ministra zdravotnictví a sociální péče Spojených států amerických.

## Život
Azar navštěvoval Parkside High School v Salisbury ve státě Maryland, kterou absolvoval v roce 1985. V roce 1988 získal bakalářský titul v Dartmouth College. V roce 1991 úspěšně absolvoval studium na Yaleově unerzitě.
Azar je antochijský pravoslavný křesťan. Před jmenováním do funkce ministra zdravotnictví žil s rodinou v Indianapolisu. Je ženatý a má dvě děti.
V roce 2020 oznámil, že má celiakii.